# Parelictis salenta
Parelictis salenta är en fjärilsart som beskrevs av Kirby 1892. Parelictis salenta ingår i släktet Parelictis och familjen björnspinnare. Inga underarter finns listade i Catalogue of Life.